# Modularidade (biologia)
A modularidade biológica é um conceito da biologia evolutiva do desenvolvimento: pequenos módulos, subunidades do organismo, que funcionam independentemente uns dos outros, permitem estrutura e lógica no organismo funcional, através da comunicação intermodular. Eles interagem para formar um todo funcional que pode evoluir e se desenvolver. Isto também se aplica à escala de uma metapopulação (consistindo de uma rede de subpopulação que pode ser considerada cada um como um módulo). 
A modularidade também representa o fato de que um módulo (por exemplo, uma célula de um determinado tipo) se duplica para formar um organismo do qual todos os módulos são semelhantes. Estas são, portanto, as duas definições geralmente aceitas para descrever a modularidade. Mesmo que essas definições permaneçam vagas, apenas uma coisa é essencial para descrever um módulo. Este módulo deve ter interações internas mais fortes ou mais regulares do que suas interações com outros módulos que o cercam.